# Bayerotrochus westralis
Bayerotrochus westralis is een slakkensoort uit de familie van de Pleurotomariidae. De wetenschappelijke naam van de soort is voor het eerst geldig gepubliceerd in 1987 door Whitehead.

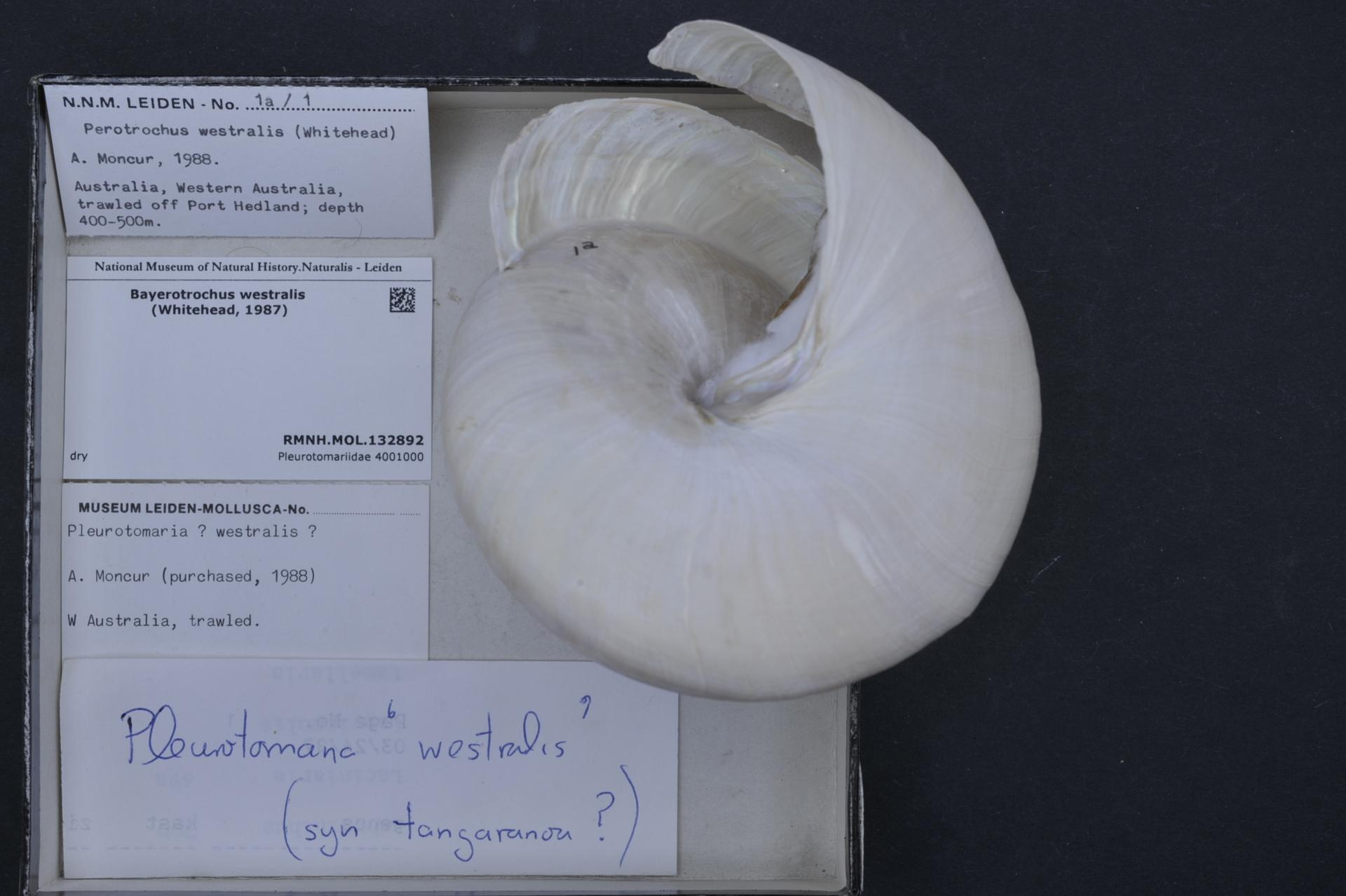
Bayerotrochus westralis (Whitehead, 1987)